# Eric Elliott
Eric Elliott (ur. 26 września 1969 w Holland) – amerykański koszykarz, występujący na pozycji rozgrywającego, reprezentant Polski.
Polskie obywatelstwo otrzymał w lipcu 2004.

## Osiągnięcia
Drużynowe
- Mistrz:
  - Litwy (2000)[2]
  - Belgii (2002)[2]
  - Szwecji (1997, 1999)[2]
- Wicemistrz:
  - Ligi Północnoeuropejskiej (2000)[3]
  - Szwecji (1998)[3]
  - Litwy (2001)
- Brązowy medalista Ligi Północnoeuropejskiej (2001)
- 4. miejsce w Pucharze Saporty (2000)
- Finalista Superpucharu Belgii (2001)
- Uczestnik rozgrywek:
  - TOP 16 Suproligi (2000/01)
  - pucharu:
    - Saporty (1998–2000)
    - Koracia (1993–1997)

  - Eurocup (1997/98)
  - Euroligi (2002)

Indywidualne
- MVP turnieju NEBL (1999)[2]
- 2-krotny uczestnik meczu gwiazd PLK (2003, 2005)[4][5]
- Uczestnik meczu gwiazd Polska - Gwiazdy PLK (2004)[6]
- Lider:
  - PLK w skuteczności rzutów wolnych (2004)[7]
  - sezonu zasadniczego PLK w skuteczności rzutów wolnych (2003)[8]

Reprezentacja
- Uczestnik kwalifikacji do Eurobasketu (2004/05)[1]